# 离山兔儿伞
离山兔儿伞（学名：Syneilesis subglabrata），又名高山破傘菊，为菊科兔儿伞属下的一个种。

## 扩展阅读
- 維基物種上的相關：离山兔儿伞